# Eupithecia laisata
Eupithecia laisata là một loài bướm đêm trong họ Geometridae.